# Wittisheim
Wittisheim (Wettsa in alsaziano) è un comune francese di 2 057 abitanti situato nel dipartimento del Basso Reno nella regione del Grand Est.

## Società

### Evoluzione demografica
Abitanti censiti